# Енеїда (набір монет)
«Набір із дев'яти срібних пам'ятних монет „Енеїда“» — набір з дев'яти срібних пам'ятних монет номіналом 10 гривень кожна, випущений Національним банком України, присвячений поемі «Енеїда», написаній народною мовою із зображенням історії, звичаїв, традицій і побуту українського народу. Вважається, що Іван Котляревський цим твором започаткував нову українську літературу.
Монети введено в обіг 22 грудня 2020 року. НБУ повідомив, що набори пам'ятних монет «Енеїда» виготовлятимуться поетапно. Вона належить до серії «Духовні скарби України» та перемогла у номінації «Краща монета року».

## Опис та характеристики монети
| Номінал грн.                        | Метал                              | Маса, грам                    | Діаметр, мм.                                       | Якість виготовлення       | Гурт    | Тираж, штук |
| ----------------------------------- | ---------------------------------- | ----------------------------- | -------------------------------------------------- | ------------------------- | ------- | ----------- |
| 10 гривень кожна (90 гривень разом) | срібло (Ag 999), локальна позолота | 279.9 - загалом, 31.1 - кожна | відсутній (квадратна форма розміром 3,4 х 3,4 см.) | спеціальний анциркулейтед | гладкий | 1 200       |

### Аверс
На аверсі монет розміщено різні візерунки, які  розкривають певну сюжетну лінію. На центральній монеті набору угорі праворуч розміщено малий Державний Герб України, під яким вертикальний напис "УКРАЇНА", номінал 10 гривень. У нулі номіналу графічний символ гривні, позначення металу, його проби, маси монети в чистоті "Ag 999", (31,1 грам). Також унизу розміщено логотип Банкнотно-монетного двору Національного банку України. Ліворуч на аверсі у два ряди розміщено вертикальні написи у два рядки: "1926 ХУДОЖНИК 2005 АНАТОЛІЙ БАЗИЛЕВИЧ", а угорі ліворуч напис:  "ЕНЕЇДА".
На аверсі восьми монет із набору розміщено: малий Державний Герб України та угорі напис "УКРАЇНА", рік карбування монети "2020"  номінал "10". У нулі номіналу розміщено графічний символ гривні, позначення металу, його проби, маси монети в чистоті "Ag 999", (31,1 грам) та логотип Банкнотно-монетного двору Національного банку України (унизу). Також на монетах є вертикальні написи: "І. КОТЛЯРЕВСЬКИЙ" та "ЕНЕЇДА".
На аверсі всіх монет зображено скориговані сюжети з ілюстрацій видання “Енеїди” художника Анатолія Базилевича.

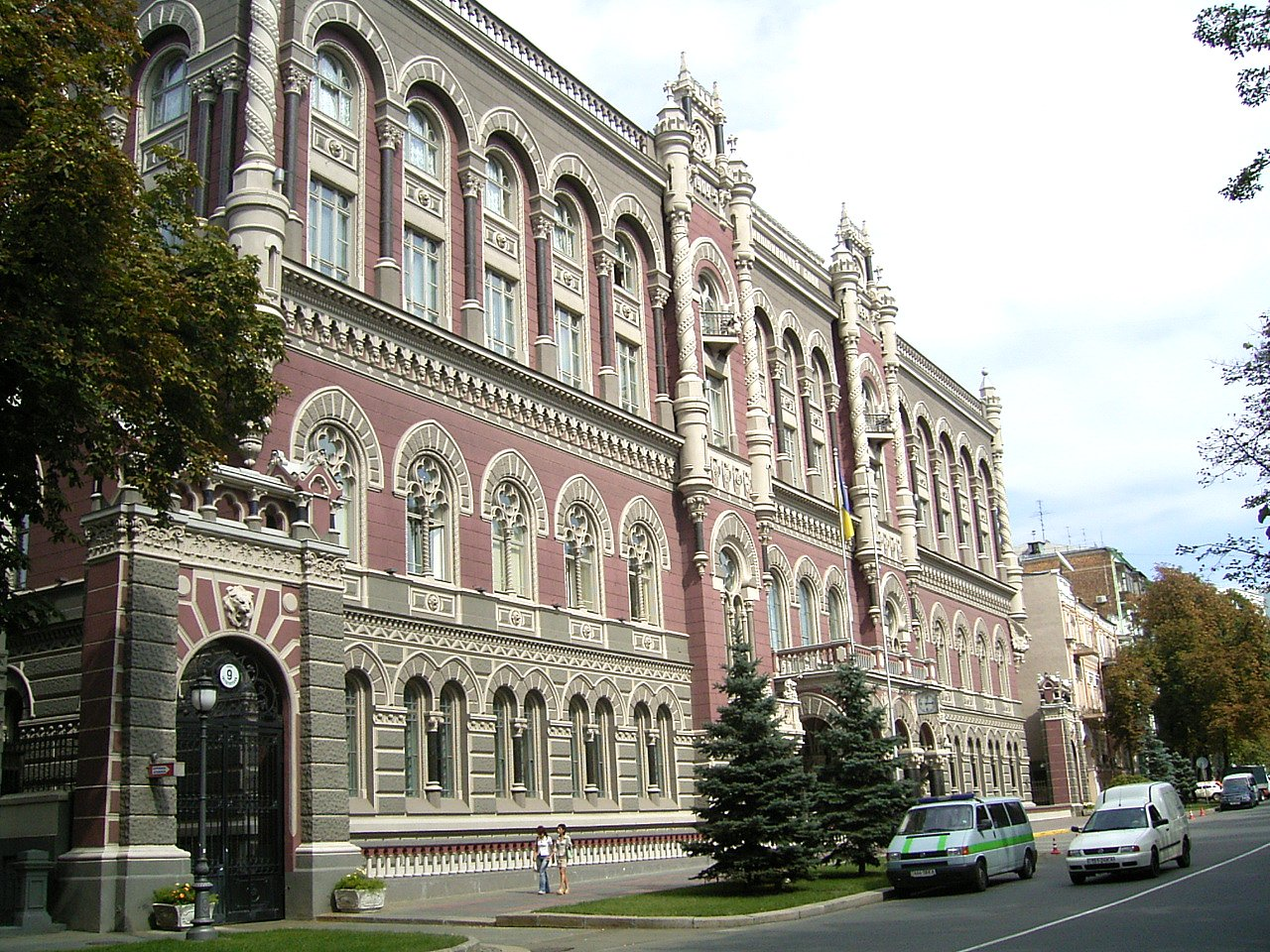
Будівля Національного банку України

### Реверс
На реверсі монети зображено  скориговані сюжети з ілюстрацій “Енеїди”. На реверсі середньої монети правого ряду набору зображено козака у червоному вбранні (використано тамподрук). Праворуч від козака зображено портрет Івана Котляревського, під яким написи: "1769" і "1838"  "І. КОТЛЯРЕВСЬКИЙ" "ЕНЕЇДА" "МАЛЮНКИ А. БАЗИЛЕВИЧА".
На реверсі шести монет лівого та середнього ряду набору на тлі ілюстрованих сюжетів поеми розміщено фрагменти. Ці фрагменти складають фігуру козака Енея. Центральна монета містить кольорове зображення козаків з використанням тамподруку.

## Автори
- Художники —  Таран Володимир, Харук Олександр, Харук Сергій.

- Скульптори:   Демяненко Анатолій, Чайковський Роман, Атаманчук Володимир, програмне моделювання – Андріянов Віталій.[1]

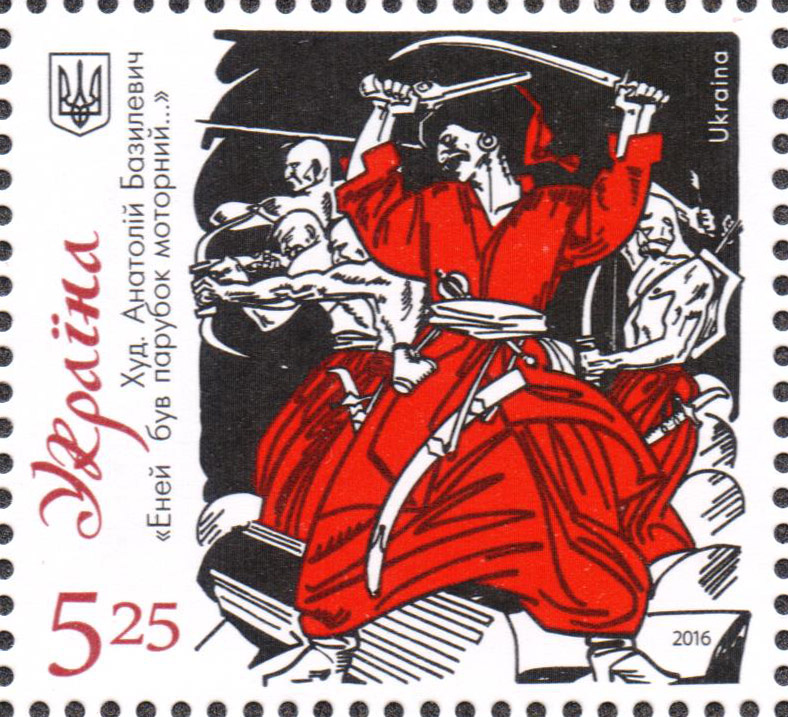
Марка, присвячена поемі "Енеїда"

## Вартість монети
Роздрібна ціна Національного банку України у 2021 році була 16 585 гривень.
На першому аукціоні, який відбувся 14 січня 2021 року на майданчику Універсальної товарної біржі «Контрактовий дім УМВБ», НБУ продав 20 наборів 14 покупцям (середня ціна одного набору - 31 312,0 грн) на 626 240,0 грн. (найнижча ціна - 29 112,0 грн; найвища ціна - 32 112,0 грн).
На другому аукціоні, який відбувся 28 січня 2021 року на майданчику Універсальної товарної біржі «Контрактовий дім УМВБ», НБУ продав 20 наборів 11 покупцям (середня ціна одного набору - 28 001,0 грн) на 560 020,0 грн. (найнижча ціна - 25 151,0 грн; найвища ціна - 32 151,0 грн).
На третьому аукціоні, який відбувся 11 лютого 2021 року на майданчику Універсальної товарної біржі «Контрактовий дім УМВБ», НБУ продав 10 наборів 8 покупцям (середня ціна одного набору - 26 713,0 грн) на 267 130,0 грн. (найнижча ціна - 25 313,0 грн; найвища ціна -  31 313,0 грн).
На четвертому аукціоні, який відбувся 25 лютого 2021 року на майданчику Універсальної товарної біржі «Контрактовий дім УМВБ», НБУ продав 20 наборів 10 покупцям (середня ціна одного набору - 23 538,0 грн) на 470 760,0 грн. (найнижча ціна - 22 688,0 грн; найвища ціна - 25 688,0 грн).
Фактична приблизна вартість монети, з роками змінювалася так:
| Рік        | 2021   | 2022   | 2023   | 2024   | 2025   |
| ---------- | ------ | ------ | ------ | ------ | ------ |
| Ціна, грн. | 22 900 | 27 000 | 31 000 | 50 000 | 84 500 |